# Huta Lombang Lubis
Huta Lombang Lubis is een bestuurslaag in het regentschap Mandailing Natal van de provincie Noord-Sumatra, Indonesië. Huta Lombang Lubis telt 829 inwoners (volkstelling 2010).